# Leichtathletik-Weltmeisterschaften 2013/Teilnehmer (Botswana)
| Gelbes Symbol für Goldmedaillen mit stilisierten Olympischen Ringen | Graues Symbol für Silbermedaillen mit stilisierten Olympischen Ringen | Braundes Symbol für Bronzemedaillen mit stilisierten Olympischen Ringen |
| ------------------------------------------------------------------- | --------------------------------------------------------------------- | ----------------------------------------------------------------------- |
| —                                                                   | 1                                                                     | —                                                                       |

Der Leichtathletik-Verband Botswanas stellte fünf Teilnehmerinnen und sechs Teilnehmer bei den Leichtathletik-Weltmeisterschaften 2013 in der russischen Hauptstadt Moskau.

## Ergebnisse

### Männer

#### Laufdisziplinen
| Athlet                                                                   | Disziplin | Vorlauf     | Vorlauf | Halbfinale         | Halbfinale         | Finale             | Finale             |
| Athlet                                                                   | Disziplin | Zeit        | Platz   | Zeit               | Platz              | Zeit               | Platz              |
| ------------------------------------------------------------------------ | --------- | ----------- | ------- | ------------------ | ------------------ | ------------------ | ------------------ |
| Isaac Makwala                                                            | 200 m     | 20,84 s     | 28      | nicht qualifiziert | nicht qualifiziert | nicht qualifiziert | nicht qualifiziert |
| Nijel Amos                                                               | 800 m     | DNS         | DNS     | –––                | –––                | –––                | –––                |
| Nijel Amos Thapelo Ketlogetswe Obakeng Ngwigwa Pako Seribe Isaac Makwala | 4 × 400 m | 3:05,74 min | 22      |                    |                    | nicht qualifiziert | nicht qualifiziert |

#### Sprung/Wurf
| Athlet            | Disziplin  | Qualifikation | Qualifikation | Finale | Finale |
| Athlet            | Disziplin  | Höhe          | Platz         | Höhe   | Platz  |
| ----------------- | ---------- | ------------- | ------------- | ------ | ------ |
| Kabelo Kgosiemang | Hochsprung | 2,26 m        | 11            | 2,25 m | 10     |

### Frauen

#### Laufdisziplinen
| Athletin                                                                               | Disziplin | Vorlauf     | Vorlauf | Halbfinale | Halbfinale | Finale             | Finale             |
| Athletin                                                                               | Disziplin | Zeit        | Platz   | Zeit       | Platz      | Zeit               | Platz              |
| -------------------------------------------------------------------------------------- | --------- | ----------- | ------- | ---------- | ---------- | ------------------ | ------------------ |
| Amantle Montsho                                                                        | 400 m     | 50,75 s     | 5       | 49,56 s    | 1          | 49,41 s            | Silber             |
| Oarabile Babolayi Christine Botlogetswe Lydia Mashila Amantle Montsho Goitseone Seleka | 4 × 400 m | 3:38,96 min | 16      |            |            | nicht qualifiziert | nicht qualifiziert |